# NUSH
NUSH («Наш») — блочный алгоритм симметричного шифрования, разработанный Анатолием Лебедевым и Алексеем Волчковым для российской компании LAN Crypto.
NUSH имеет несколько различных вариантов, имеющих разный размер блока (64, 128, 256 бит), различное число раундов (в зависимости от размера блока равно 36, 128 или 132 раунда) и использует длину ключа в 128, 192 или 256 бит. Алгоритм не использует S-блоки, а только такие операции, как AND, OR, XOR, сложение по модулю и циклические сдвиги. Перед первым и после последнего раунда проводится «отбеливание» ключа.
Данный алгоритм был выдвинут в проекте NESSIE, но не был выбран, так как было показано, что линейный криптоанализ может быть эффективнее, чем атака перебором.
На основе алгоритма шифрования можно построить и другие алгоритмы. Несколько из них изложены в настоящей статье.

## Описание алгоритма

### Шифрование
Введём обозначения. Пусть {\displaystyle N=4n} — длина шифруемого блока открытого текста {\displaystyle P=P_{3}P_{2}P_{1}P_{0}}. {\displaystyle KS_{i}} (start key) — выбирается по некоторому расписанию на основе ключа К. Побитово добавляется к исходному тексту: {\displaystyle a_{0}b_{0}c_{0}d_{0}=P_{3}P_{2}P_{1}P_{0}\oplus KS_{0}KS_{1}KS_{2}KS_{3}}
После этого происходит r-1 раундов, задаваемых следующими уравнениями, в которых {\displaystyle KR_{i}} (Round subKey)- раундовые подключи, # — побитовая конъюнкция или дизъюнкция, выбирается в соответствии с расписанием, {\displaystyle C_{i}}, {\displaystyle S_{i}} — известные константы, >>>j — циклический сдвиг вправо на j бит:
for i=1…(r-1)
{\displaystyle a_{i}=b_{i-1}}
{\displaystyle b_{i}=((c_{i}\oplus (KR_{i-1}+C_{i-1}))+b_{i-l})>>>S_{i-1}}
{\displaystyle c_{i}=d_{i-1}}
{\displaystyle d_{i}=a_{i-1}+(b_{i}\#d_{i-l})}
Последняя итерация отличается от основных только отсутствием перестановки после вычисления выражений в правых частях равенств:
{\displaystyle a_{r}=a_{r-1}+(c_{r}\#d_{r-1})}
{\displaystyle b_{r}=b_{r-1}}
{\displaystyle c_{r}=((c_{r-1}\oplus (KR_{r-1}+C_{r-1}))+b_{r-1})>>>S_{r-1}}
{\displaystyle d_{r}=d_{r-1}}
Выход: зашифрованный блок {\displaystyle M_{0}M_{1}M_{2}M_{3}=a_{r}b_{r}c_{r}d_{r}\oplus KF_{0}KF_{1}KF_{2}KF_{3}}

### Расшифрование
По общей формуле для обращения произведения операторов {\displaystyle (AB)^{-1}=B^{-1}A^{-1}} строится и процедура расшифрования.
{\displaystyle a_{r}b_{r}c_{r}d_{r}=M_{0}M_{1}M_{2}M_{3}\oplus KF_{0}KF_{1}KF_{2}KF_{3}}
Выполняется одна итерация по расшифрованию:
{\displaystyle d_{r-1}=d_{r}}
{\displaystyle b_{r-1}=b_{r}}
{\displaystyle a_{r-1}=a_{r}-(c_{r}\#d_{r-1})}
{\displaystyle c_{r-1}=c_{r}>>>(n-S_{r-1})} ({\displaystyle n=N/4} — длина {\displaystyle c_{r}}, можно производить циклический сдвиг влево на {\displaystyle S_{r-1}})
{\displaystyle c_{r-1}=c_{r-1}-KR_{r-1}-b_{r-1}}
После этого основной цикл расшифрования, состоящий из итераций, также несущественно отличающихся от предыдущей:
for i=r-1…1
{\displaystyle d_{i-1}=c_{i}}
{\displaystyle b_{i-1}=a_{i}}
{\displaystyle a_{i-1}=d_{i}-(b_{i}\#c_{i-1})}
{\displaystyle c_{i-1}=(b_{i}>>>(n-S_{i-1}))-KR_{i-1}-a_{i-1}}

### Комментарии
В некоторых источниках считают, что процедура шифрования состоит из в 4 раза меньшего числа раундов, состоящих из 4 итераций приведённого выше типа (без начального и конечного сложения по модулю 2). Так, сами авторы шифра записывали свой алгоритм следующим образом:
- Определяли функцию R — «итерацию»:

{\displaystyle R(a,b,c,d,k,s)=a_{1}b_{1}c_{1}d_{1}}
{\displaystyle c_{1}=(c+k+b)>>>s}
{\displaystyle a_{1}=a+c_{1}\#d}
{\displaystyle b_{1}=b}
{\displaystyle d_{1}=d}
- Описывали начальное преобразование (сложение («+») с KS)
- Говорили, что раунд состоит из 4 итераций:

{\displaystyle R(a,b,c,d,k_{1},s_{1})}
{\displaystyle R(b,c,d,a,k_{2},s_{2})}
{\displaystyle R(c,d,a,b,k_{3},s_{3})}
{\displaystyle R(d,a,b,c,k_{4},s_{4})}
где {\displaystyle k_{i}=k_{i}+C_{i}} — к итерационному ключу {\displaystyle k_{i}} добавляется соответствующая константа {\displaystyle C_{i}}
- Описывали конечное преобразование (сложение («+») с KF).

Алгоритмы аналогичны, поскольку операция «+» определена авторами отдельно от основного описания метода шифрования. Следует отметить, что расписание операций «+» можно изменить, выбирая обратимые бинарные операции над векторами длины {\displaystyle n}. Нелинейная операция обычного сложения с игнорированием переполнения призвана усложнить линейный криптоанализ. А операция XOR помогают избежать дифференциального криптоанализа. В дальнейшем будет рассматриваться первое описание алгоритма, приведённое в статье китайских математиков, произведших линейный криптоанализ алгоритма.
Выбор операций «+» был произведён по итогам исследований распараллеливания вычислений на процессорах типа Pentium. Выбор изменения порядка регистров a, b, c, d от раунда к раунду ускоряет появление диффузии и конфузии. Базовые операции (XOR, сложение по модулю {\displaystyle 2^{n}}, OR, AND) и их порядок ускорили выполнение алгоритма, реализованного на языке С на большинстве платформ, а имплементация алгоритма на ассемблере достаточно короткая.

### Простота реализации
Из приведённого описания видно, что для реализации алгоритма необходимо:
- Определить константы {\displaystyle C_{i}}
- Знать расписание операций #, ключей.
- Реализовать:
  - побитовый сдвиг вправо,
  - сложение и вычитание целых чисел,
  - побитовое исключающее ИЛИ,
  - побитовые дизъюнкцию и конъюнкцию.

При этом отсутствуют таблицы подстановок, присутствующие, например, в ГОСТе, а раунд состоит из 6 операций.
То, что сдвиг осуществляется на заранее известную величину, не зависящую ни от открытого текста, ни от ключа, существенно упрощает реализацию алгоритма на микросхемах.
Простота алгоритма позволяет легко проверить, что в конкретной имплементации отсутствует так называемый «черный ход».

## Параметры

### КонстантыCi{\displaystyle C_{i}}иSi{\displaystyle S_{i}}

#### Длина N блока составляет 64 бита
Проводится 36 раундов
| i | {\displaystyle C_{i}} | i  | {\displaystyle C_{i}} | i  | {\displaystyle C_{i}} | i  | {\displaystyle C_{i}} |
| - | --------------------- | -- | --------------------- | -- | --------------------- | -- | --------------------- |
| 0 | ac25                  | 9  | 6a29                  | 18 | 96da                  | 27 | d25e                  |
| 1 | 8a93                  | 10 | 6d84                  | 19 | 905f                  | 28 | a926                  |
| 2 | 243d                  | 11 | 34bd                  | 20 | d631                  | 29 | 1c7b                  |
| 3 | 262e                  | 12 | a267                  | 21 | aa62                  | 30 | 5f12                  |
| 4 | f887                  | 13 | cc15                  | 22 | 4d15                  | 31 | 4ecc                  |
| 5 | c4f2                  | 14 | 04fe                  | 23 | 70cb                  | 32 | 3c86                  |
| 6 | 8e36                  | 15 | b94a                  | 24 | 7533                  | 33 | 28db                  |
| 7 | 9fa1                  | 16 | df24                  | 25 | 45fc                  | 34 | fc01                  |
| 8 | 7dc0                  | 17 | 40ef                  | 26 | 5337                  | 35 | 7cb1                  |

| i | {\displaystyle S_{i}} | i  | {\displaystyle S_{i}} | i  | {\displaystyle S_{i}} | i  | {\displaystyle S_{i}} |
| - | --------------------- | -- | --------------------- | -- | --------------------- | -- | --------------------- |
| 0 | 4                     | 9  | 2                     | 18 | 5                     | 27 | 13                    |
| 1 | 7                     | 10 | 9                     | 19 | 1                     | 28 | 12                    |
| 2 | 11                    | 11 | 4                     | 20 | 2                     | 29 | 3                     |
| 3 | 8                     | 12 | 13                    | 21 | 4                     | 30 | 6                     |
| 4 | 7                     | 13 | 1                     | 22 | 12                    | 31 | 11                    |
| 5 | 14                    | 14 | 14                    | 23 | 3                     | 32 | 7                     |
| 6 | 5                     | 15 | 6                     | 24 | 9                     | 33 | 15                    |
| 7 | 4                     | 16 | 7                     | 25 | 2                     | 34 | 4                     |
| 8 | 8                     | 17 | 12                    | 26 | 11                    | 35 | 14                    |

#### Длина блоков 128 бит
При длине блока 128 бит проводится 68 раундов. Поэтому задаются 68 32-битных констант {\displaystyle C_{i}} и 68 констант {\displaystyle 0<=S_{i}<=31}.

#### Длина блока 256 бит
При длине блока 256 бит проводится 132 раундов. Поэтому задаются 132 64-битных константы {\displaystyle C_{i}} и 132 константы {\displaystyle 0<=S_{i}<=63}.

### Расписание ключей
Ключ представляется в виде {\displaystyle K=K_{0}K_{1}...} конкатенации N/4-битных слов. KS и KF задаются произвольным образом, а в качестве раундовых ключей по очереди используются все {\displaystyle K_{i}}

#### 128-битный ключ

##### Блок в 64 бита
Ключ К делится на 8 слов
{\displaystyle KS_{0}=K_{4},\ KF_{0}=K_{3},\ KS_{1}=K_{5},\ KF_{1}=K_{2},}
{\displaystyle KS_{2}=K_{6},\ KF_{2}=K_{1},\ KS_{3}=K_{7},\ KF_{3}=K_{0},\ KR_{i}=K_{i\ mod\ 8},\ i=0...35}

##### Блоки в 128 бит и 256 бит
Ключ К делится на 4 и 2 слова соответственно, поэтому раундовые ключи повторяются с периодом 4 или 2. В последнем случае среди KS и KF есть одинаковые.

#### 192-битный ключ
В зависимости от длины блока ключ делится на 12, 6, и 3 n-битных частей, что определяет период повторения раундовых ключей.

#### 256-битный ключ
Здесь ключ является объединением 16, 8 или 4 двоичных слов.

### Расписание операции #
| I  | #   | i  | #   | i  | #   | i  | #   |
| -- | --- | -- | --- | -- | --- | -- | --- |
| 0  | AND | 16 | OR  | 32 | OR  | 48 | AND |
| 1  | OR  | 17 | OR  | 33 | OR  | 49 | AND |
| 2  | AND | 18 | AND | 34 | AND | 50 | AND |
| 3  | OR  | 19 | AND | 35 | OR  | 51 | AND |
| 4  | OR  | 20 | AND | 36 | OR  | 52 | AND |
| 5  | OR  | 21 | AND | 37 | AND | 53 | AND |
| 6  | OR  | 22 | AND | 38 | OR  | 54 | OR  |
| 7  | OR  | 23 | OR  | 39 | AND | 55 | AND |
| 8  | AND | 24 | AND | 40 | OR  | 56 | OR  |
| 9  | OR  | 25 | OR  | 41 | AND | 57 | OR  |
| 10 | OR  | 26 | OR  | 42 | AND | 58 | OR  |
| 11 | AND | 27 | OR  | 43 | OR  | 59 | AND |
| 12 | OR  | 28 | AND | 44 | OR  | 60 | AND |
| 13 | AND | 29 | OR  | 45 | AND | 61 | AND |
| 14 | OR  | 30 | AND | 46 | AND | 62 | OR  |
| 15 | OR  | 31 | AND | 47 | AND | 63 | OR  |

Для дальнейших итераций все повторяется: {\displaystyle \#_{i}=\#_{i\ mod\ 64}}

## Быстродействие
В алгоритме отсутствуют операции с битовою сложностью выше, чем {\displaystyle O(k)}, где {\displaystyle k} — битовая длина модуля или операндов (например, у произведения по модулю, нахождения обратного (по умножению) элемента или наибольшего общего делителя битовая сложность {\displaystyle O(k^{2})}, а у возведения в степень — {\displaystyle O(k^{3})}). Поэтому естественно ожидать высокой скорости работы алгоритма.
Авторами приводятся следующие данные:
| Размер блока, бит | Программа на С | Программа на С | Программа на ассемблере | Программа на ассемблере |
| Размер блока, бит | Тактов на блок | Тактов на байт | Тактов на блок          | Тактов на байт          |
| ----------------- | -------------- | -------------- | ----------------------- | ----------------------- |
| 64                | 180            | 23             | 130                     | 17                      |
| 128               | 340            | 22             | 250                     | 16                      |

## Безопасность
Главной причиной отсеивания алгоритма NUSH в конкурсе NESSIE стала найденная Ву Венлингом и Фенгом Денго уязвимость алгоритма к линейному криптоанализу.
В своей статье «Линейный криптоанализ блочного шифра NUSH» они используют понятие сложности атаки {\displaystyle \delta =(\varepsilon ,\ \eta )}, где {\displaystyle \varepsilon } характеризует потребности в памяти, а {\displaystyle \eta } — в объёме вычислений.
Для N=64 и N=128 бит предложено 3 вида атак, а для N=256 — два. Сложности соответствующих атак:
| Длина блока, бит | Длина ключа, бит | {\displaystyle \delta }                                                       |
| ---------------- | ---------------- | ----------------------------------------------------------------------------- |
| 64               | 128              | {\displaystyle (2^{58},\ 2^{124}),\ (2^{60},\ 2^{78}),\ (2^{62},\ 2^{55})}    |
| 64               | 192              | {\displaystyle (2^{58},\ 2^{157}),\ (2^{60},\ 2^{96}),\ (2^{62},\ 2^{58})}    |
| 64               | 256              | {\displaystyle (2^{58},\ 2^{125}),\ (2^{60},\ 2^{78}),\ (2^{62},\ 2^{53})}    |
| 128              | 128              | {\displaystyle (2^{122},\ 2^{95}),\ (2^{124},\ 2^{57}),\ (2^{126},\ 2^{52})}  |
| 128              | 192              | {\displaystyle (2^{122},\ 2^{142}),\ (2^{124},\ 2^{75}),\ (2^{126},\ 2^{58})} |
| 128              | 256              | {\displaystyle (2^{122},\ 2^{168}),\ (2^{124},\ 2^{81}),\ (2^{126},\ 2^{63})} |
| 256              | 128              | {\displaystyle (2^{252},\ 2^{122}),\ (2^{254},\ 2^{119})}                     |
| 256              | 192              | {\displaystyle (2^{252},\ 2^{181}),\ (2^{254},\ 2^{177})}                     |
| 256              | 256              | {\displaystyle (2^{252},\ 2^{240}),\ (2^{254},\ 2^{219})}                     |

Для некоторых случаев версия с 192-битным ключом существенно надежнее, чем с более длинным ключом. Также можно заметить, что есть случаи, когда сложности атак шифра с самой маленькой длиной ключа и самой большой практически совпадают. Кроме того, увеличение длины ключа сказывается не так сильно на сложности атаки, как хотелось бы.
Таким образом, существуют атаки на шифр NUSH эффективнее полного перебора. Поэтому есть вероятность улучшения этих атак или достижения вычислительной техникой уровня, достаточного для взлома шифра в разумное время.

### Криптоанализ алгоритма
В качестве примера рассмотрим вторую атаку на шифр с длиной блока N=64 бита. Криптоанализ основан на построении зависимостей между битами ключа, исходного и зашифрованного текста, справедливых с вероятностью, отличающейся от 1/2. Эти соотношения строятся на основе уравнения, справедливого с вероятностью 3/4
{\displaystyle a_{i}[0]\oplus b_{i}[0]\oplus d_{i}[0]=a_{i-1}[0]\oplus b_{i-1}[0]\oplus d_{i-1}[0]\oplus \theta },
{\displaystyle \theta ={\begin{cases}1,&{\mbox{if }}\#=OR\\0,&{\mbox{if }}\#=AND\end{cases}}}
Это уравнение можно проверить, используя описание алгоритма, и учтя, что для последнего (младшего) разряда операции «+» и {\displaystyle \oplus } совпадают. Действительно, имеем соотношение {\displaystyle d_{i}[0]=a_{i-1}[0]\oplus b_{i}[0]\oplus d_{i-1}\oplus \theta \ \Leftrightarrow \ b_{i}[0]\oplus d_{i}[0]=a_{i-1}[0]\oplus d_{i-1}\oplus \theta }. Добавив к обеим частя равенства соотношение {\displaystyle a_{i}[0]=b_{i-1}[0]} получим требуемое.
Далее учитывая конкретные значения {\displaystyle S_{i}} можно показать, что {\displaystyle a_{2}[0]\oplus b_{2}[0]\oplus d_{2}[0]} зависит не от всех бит ключа и открытого текста, а именно:
{\displaystyle a_{2}[0]\oplus b_{2}[0]\oplus d_{2}[0]\ =\ f_{1}(P_{0}[0-7],P_{1}[0-11],P_{2}[0-11],P_{3}[0],KS_{0}[0],KS_{1}[0-11],KS_{2}[0-11],KS_{3}[0-7],KR_{0}[0-11],KR_{1}[0-7])}
Рассмотрев 4 первых раунда дешифрования, можно установить, что
{\displaystyle a_{31}[0]\oplus b_{31}[0]\oplus d_{31}[0]\ =\ f_{2}(M_{0}[0-9],M_{1}[0-11],M_{2}[0-9,12],M_{3}[0,1],KF_{0}[0,1],KF_{1}[0-9,12],KF_{2}[0-11],KF_{3}[0-9],KR_{32}[0],KR_{33}[0],KR_{34}[0],KR_{35}[0-9])}.
Используя Piling-up лемму, {\displaystyle a_{2}[0]\oplus b_{2}[0]\oplus d_{2}[0]=a_{31}[0]\oplus b_{31}[0]\oplus d_{31}[0]} с вероятностью {\displaystyle 0.5+2^{-30}}. Получили связь между {\displaystyle m_{0}} битами ключа и открытым и зашифрованным текстами.
Из расписания ключей можно получить, что если длина ключа составляет 128 или 256 бит, то {\displaystyle m_{0}=78}, если же ключ состоит из 192 бит, то {\displaystyle m_{0}=96}. Из этих данных оцениваем временную сложность атаки, задаваемой следующим алгоритмом:
- для каждого «ключа» {\displaystyle K'^{i}\in [1...2^{m_{0}}]} считаем количество открытых текстов, удовлетворяющих найденному соотношению;
- находим максимальное из них;
- находим оставшиеся биты ключа: или похожим образом, находя соотношения, или путём перебора.

Сложность по объёму хранимой информации оценивается как {\displaystyle 2^{60}}. Именно стольким количеством пар открытый-шифрованный текст должен обладать криптоаналитик. При этом тексты отнюдь непроизвольные. Из приведенных соотношений видно, что {\displaystyle f_{1},\ f_{2}} зависят не от всех битов входного и выходного блоков. Соответственно, среди выборки блоков открытого и зашифрованных текстов должны быть блоки с отличающимися соответствующими битами. Работа алгоритма с меньшим числом известных текстов возможна, но тогда с меньшей вероятностью найденное «максимальное» число на втором этапе будет действительно соответствовать настоящему ключу в виду непревышения корня из дисперсии числа событий «уравнение выполняется» над мат. ожиданием разницы чисел этого события и ему противоположного (можно рассмотреть схему Бернулли, где вероятность «успеха» равна вероятности выполнения соотношения).
Другие предложенные в той же статье атаки отличаются анализом на последней стадии соотношений для других раундов и самостоятельного интереса не представляют.

## Другие алгоритмы на основе NUSH
На основе NUSH можно построить другие алгоритмы. В частности:
- потоковый шифр
- хеш-функция
- код аутентичности сообщения (MAC)
- асимметричное шифрование
- электронная цифровая подпись
- схемы аутентификации

### Хеш-функция
Перед началом хеширования происходит удлинение текста:
- Добавить к тексту единичный бит
- Добавить столько нулей, чтобы получился текст с длиной, кратной N (эти два этапа можно не выполнять, если исходная длина текста уже кратна N)
- Приписать N-битовое представление начальной длины LEN (в битах) текста
- Приписать результат побитового XOR между всеми N-битовыми блоками полученного на предыдущем шаге текста

В функции используются следующие переменные:
- {\displaystyle TEXT=[TEXT_{0}...TEXT_{l-1}]} — расширенный текст, представленный в виде {\displaystyle l} блоков длины N.
- {\displaystyle H=[H_{0}...H_{3}]}, {\displaystyle V=[V_{0}...V_{3}]} -регистры длины N, состоящий из 4 n-битовых слов
- {\displaystyle T=[T_{0}...T_{15}]}б {\displaystyle M=[M_{0}...M_{15}]} -регистры длины 4N, состоящий из 15 n-битовых слов/

Начальные значения: {\displaystyle T=[C_{0}...C_{15}]}, {\displaystyle M=[C_{16}...C_{31}]}, где {\displaystyle C_{i}} — константы, которые прибавляются во время шифрования к ключу KR, KS=KF=KR=0
For i = 0 to l-1
{
For j=0 to L/2-1 //L — число раундов для соответствующего вида NUSH
{
{\displaystyle C_{2j}=T_{jmod16}}
{\displaystyle C_{2*j+1}=M_{jmod16}}
}
{\displaystyle V=TEXT_{i}}
H = NUSH(V) //Операция шифрования
{\displaystyle [H_{0}...H_{3}]+=[V_{0}...V_{3}]}
For j=15 to 4
{\displaystyle T_{j}=T_{j-4}}
{\displaystyle [T_{0}...T_{3}]=[H_{0}...H_{3}]}
For j=15 to 4
{\displaystyle M_{j}=M_{j-4}}
{\displaystyle [M_{0}...M_{3}]=[V_{0}...V_{3}]}
}
For i= 0 to 3
{
For j=0 to L/2-1
{\displaystyle C_{2*j}=T_{jmod16}}
H = NUSH({\displaystyle M_{i}})
For j=15 to 4
{\displaystyle T_{j}=T_{j-4}}
{\displaystyle [T_{0}...T_{3}]=[H_{0}...H_{3}]}
}
Значение хеш-функции длиной t*n (t<16) бит — первые t n-битовых слов регистра T

### Код аутентичности сообщения
На основе хеш-функции может быть построена процедура аутентификации сообщения. От предыдущего алгоритма отличается только использованием ненулевого ключа.

### Синхронный поточный шифр«NUSH Stream»
Пусть SYNC — известный двоичный вектор длины LENGTH.
Есть два варианта этого шифра.

#### Вариант 1
Пусть N = LENGTH — длина блока, используемого при шифровании алгоритмом NUSH (LENGTH = 64, 128, 256)
Пусть {\displaystyle GAMMA=[GAMMA_{0}...GAMMA_{COUNT}]} — вектор из COUNT N-битовых слов, который будет складываться с исходным текстом и с шифротекстом для шифрования и расшифрования соответственно.
{\displaystyle SYNC=SYNC\oplus NUSH(SYNC)}
For i =0 to COUNT −1
{
{\displaystyle GAMMA_{i}=NUSH(SYNC)}
SYNC = (SYNC + 65257) mod {\displaystyle 2^{N}}
}

#### Вариант 2
Здесь N=LENGTH / 2, где соответственно LENGTH = 128, 256, 512.
Пусть {\displaystyle T=[T_{0}T_{1}T_{2}T_{3}]} — вектор длины N, SYNC=[SYNC_0SYNC_1] — вектор длины 2N
T — временный регистр длины N=4n, {\displaystyle C_{n}}, {\displaystyle C_{n+1}}, {\displaystyle C_{n+2}},{\displaystyle C_{n+3}} — соответствующие константы алгоритма NUSH.
Производимые вычисления:
SYNC[0] = SYNC[0] ^ NUSH(SYNC[0])
SYNC[1] = SYNC[1] ^ NUSH(SYNC[1])
T=SYNC[1]
For i =0 to COUNT −1
{
{\displaystyle [C_{n}C_{n+1}C_{n+2}C_{n+3}]=T}
{\displaystyle GAMMA_{i}=NUSH(SYNC_{0})}
{\displaystyle SYNC_{0}=(SYNC_{0}+65257)mod\ 2^{N}}
T = (T + 127) mod {\displaystyle 2^{N}}
}

### Асимметричное шифрование

#### Выбор параметров
Вводится специфическая группа G c определенной авторами алгоритма операцией на основе умножения Монтгомери (Montgomery multiplication).
Умножение Монтгомери. Выберем простое число P длиной в n бит, число {\displaystyle N\geq n} Для двух целых А и В произведением Монтгомери будет число:
{\displaystyle A\otimes B={\frac {AB+P(ABM\ mod\ 2^{N})}{2^{N}}}}, где {\displaystyle M=-P^{-1}\ mod\ 2^{N}}. Под делением на {\displaystyle 2^{N}} подразумевается игнорирование младших N бит числа. Групповая операция:
{\displaystyle A\diamondsuit B={\begin{cases}A\otimes B&A\otimes B<P\\A\otimes B-P&else\end{cases}}}
{\displaystyle \otimes } вычисляется при N=n. А и В считаются равными, если отличаются или на Р, или на 0. Получена абелева мультипликативная группа G. Можно построить изоморфизм между G и приведенной системой вычетов по модулю P:
{\displaystyle \phi :G\ni m\rightarrow m\times 2^{N}\ mod\ P\in F_{P}^{*}}
Группа строится с использованием простого числа P такого, что {\displaystyle {P-1} \over 2} — тоже простое.
Криптостойкость алгоритма обеспечивается сложностью задачи дискретного логарифмирования. Сложность взлома оценивается как {\displaystyle O(e^{{\frac {1}{3}}\times logP\times log^{2}P)})}.
В этой группе выбирается генератор a. Закрытый ключ: случайное равномерно распределенное на отрезке [0, P-2] целое число x. Открытый ключ: элемент группы G {\displaystyle b=a^{x}}.

#### Шифрование
- Выбирается случайное {\displaystyle r\in [1,P-1]}
- Вычисляется {\displaystyle c=a^{x}\in G}
- {\displaystyle d=|b^{r}|}, где |x|=x, если x<P и |x|=x-P иначе
- {\displaystyle e=NUSH_{d}(M)}, M — исходное сообщение

Выход: c||e

#### Расшифрование
- {\displaystyle d=|b^{r}|}
- {\displaystyle M=NUSH_{d}^{-1}(e)}

### Электронная цифровая подпись
Данный алгоритм построен на основе описанной ранее хеш-функции. Пусть Q — простое число длиной 2m бит, являющееся делителем числа P-1. Под операцией {\displaystyle A\circ B} мы будем понимать уже проведённую ранее операцию {\displaystyle A\otimes B}, где в качестве простого числа используется Q.

#### Открытый ключ
- числа P и Q
- g — генератор подгруппы {\displaystyle H\subset G} порядка Q
- {\displaystyle b=g^{x\circ 1}}, где x — закрытый ключ.

#### Закрытый ключ
Любое число {\displaystyle x\in [1,Q-1]}. В идеале, выбираемое с равномерным распределением.

#### Подписание
- Для случайного {\displaystyle r\in [1,Q-1]} вычислим {\displaystyle c=|g^{r}|}
- {\displaystyle d=Hash_{m}(MESSAGE||c)} — строка длиной m бит (если необходимо, отбросим младшие биты значения хеш-функции) (напомню, что m — половина длины числа Q). Случайно может оказаться, что d=0. В этом случае нужно заново выбрать случайное r и проделать все вычисления.
- {\displaystyle e=r-(x\circ d)\ mod\ Q}
- подпись включает в себя пару d, состоящего из m бит, и e.

#### Проверка подписи
Подпись считается верной, если {\displaystyle d=Hash_{m}(Message||\ |g^{e}\diamondsuit b^{d}|)}
Приведу доказательство корректности схемы. Очевидно, что корректность алгоритма равносильна верности равенства {\displaystyle c=|g^{e}\diamondsuit b^{d}|}.
Полученное равенство можно переписать в виде степеней генератора g подгруппы H в следующим образом: {\displaystyle |g^{r-x\circ d}\diamondsuit (g^{x\circ 1})^{d}|=|g^{r}|}. {\displaystyle A=|A|\ mod\ P} из определения. Откуда {\displaystyle g^{r-(x\circ d)+d(x\circ 1)}=g^{r}\ mod\ P}. Операция {\displaystyle \circ } линейна по второму аргументу с точностью до взятия равенства по модулю Q. В самом деле, {\displaystyle A\otimes (b_{1}+...+b_{k})={\frac {A(b_{1}+...+b_{k})+Q((A(b_{1}+...+b_{n})M\ mod\ 2^{N})}{2^{N}}}={\frac {Ab_{1}+Q((Ab_{1}M\ mod\ 2^{N})}{2^{N}}}+...+{\frac {Ab_{k}+Q((Ab_{n}M\ mod\ 2^{N})}{2^{N}}}=A\circ b_{1}+...+A\circ b_{k}\ mod\ Q}. Следовательно, {\displaystyle d(x\circ 1)=x\circ d\ mod\ Q}. Откуда и следует доказываемое равенство, поскольку порядок элемента g равен Q.

### Схемы аутентификации
Процесс аутентификации похож на схему цифровой подписи.
Открытый и закрытый ключи выбираются абсолютно аналогично. Закрытый ключ хранится у того, кто хочет подтвердить свою «подлинность» (пусть это сторона А).
В процессе аутентификации можно выделить четыре стадии:
- А генерирует случайное число {\displaystyle r\in [1...Q-1]} и отсылает стороне B {\displaystyle c=Hash_{m}(|g^{r}|)}
- B посылает случайное число {\displaystyle k\in [1...2^{t}-1],\ t<2m}. Чем выше t, тем выше надежность системы.
- А вычисляет {\displaystyle d=r-x\circ Hash_{m}(c||k)\ mod\ Q} и отсылает его стороне В
- Аутентификация считается пройденной, если {\displaystyle Hash_{m}(|g^{d}\diamondsuit b^{Hash_{m}(c||k)}|)=c}